# Voetbalkampioenschap van Sao Tomé en Principe
Het voetbalkampioenschap van Sao Tomé en Principe (Portugees: Campeonato Santomense de Futebol) is een wedstrijd tussen de competitiewinnaar van het voetbalkampioenschap van Sao Tomé en het voetbalkampioenschap van Principe. Tot op heden wonnen de clubs van Sao Tomé 23 maal het kampioenschap en de clubs van Principe zeven maal.
De winnaar van het kampioenschap heeft het recht om in de voorronde van de Afrikaanse Champions League uit te komen, maar vrijwel altijd wordt de landskampioen niet ingeschreven, gediskwalificeerd of trekt de club zich vlak voor de wedstrijd terug. De enige club die ooit daadwerkelijk speelde was Inter Bom-Bom in de CAF Champions League 2001, de club werd in de eerste ronde uitgeschakeld door het Equatoriaal-Guineese Sony Elá Nguema.

## Landskampioenen
- 1977: Vitória FC
- 1978: Vitória FC
- 1979: Vitória FC
- 1980: Desportivo de Guadalupe
- 1981: Desportivo de Guadalupe
- 1982: Sporting Clube Praia Cruz
- 1983: geen kampioenschap
- 1984: Andorinha Sport Club
- 1985: Sporting Clube Praia Cruz
- 1986: Vitória FC
- 1987: geen kampioenschap
- 1988: 6 de Setembro
- 1989: Vitória FC

- 1990: GD Os Operários
- 1991: Santana FC
- 1992: geen kampioenschap
- 1993: GD Os Operários
- 1994: Sporting Clube Praia Cruz
- 1995: Inter Bom-Bom
- 1996: Bairros Unidos FC
- 1997: geen kampioenschap
- 1998: GD Os Operários
- 1999: Sporting Clube Praia Cruz
- 2000: Inter Bom-Bom
- 2001: Bairros Unidos FC
- 2002: geen kampioenschap

- 2003: Inter Bom-Bom
- 2004: GD Os Operários
- 2005: geen kampioenschap
- 2006: geen kampioenschap
- 2007: Sporting Clube Praia Cruz
- 2008: geen kampioenschap
- 2009/10: GD Sundy
- 2011: Sporting do Príncipe
- 2012: Sporting do Príncipe
- 2013: Sporting Clube Praia Cruz
- 2014: União Desportiva Rei Amador
- 2015: Sporting Clube Praia Cruz

### Per club
| Titels | Club                        | Eiland   | Jaar                                     |
| ------ | --------------------------- | -------- | ---------------------------------------- |
| 7      | Sporting Clube Praia Cruz   | Sao Tomé | 1982, 1985, 1994, 1999, 2007, 2013, 2015 |
| 5      | Vitória FC                  | Sao Tomé | 1977, 1978, 1979, 1986, 1989             |
| 4      | GD Os Operários             | Principe | 1990, 1993, 1998, 2004                   |
| 3      | Inter Bom-Bom               | Sao Tomé | 1995, 2000, 2003                         |
| 2      | Desportivo de Guadalupe     | Sao Tomé | 1980, 1981                               |
| 2      | Bairros Unidos FC           | Sao Tomé | 1996, 2001                               |
| 2      | Sporting do Príncipe        | Principe | 2011, 2012                               |
| 1      | Andorinha Sport Club        | Sao Tomé | 1984                                     |
| 1      | 6 de Setembro               | Sao Tomé | 1988                                     |
| 1      | Santana FC                  | Sao Tomé | 1991                                     |
| 1      | GD Sundy                    | Principe | 2009/10                                  |
| 1      | União Desportiva Rei Amador | Sao Tomé | 2014                                     |

### Per eiland
| Titels | Eilandcompetitie                  |
| ------ | --------------------------------- |
| 23     | Voetbalkampioenschap van Sao Tomé |
| 7      | Voetbalkampioenschap van Principe |